# Tando Velaphi
Tando Velaphi (født 17. april 1987) er en australsk fodboldspiller.